# Gerrit Versteegstraat

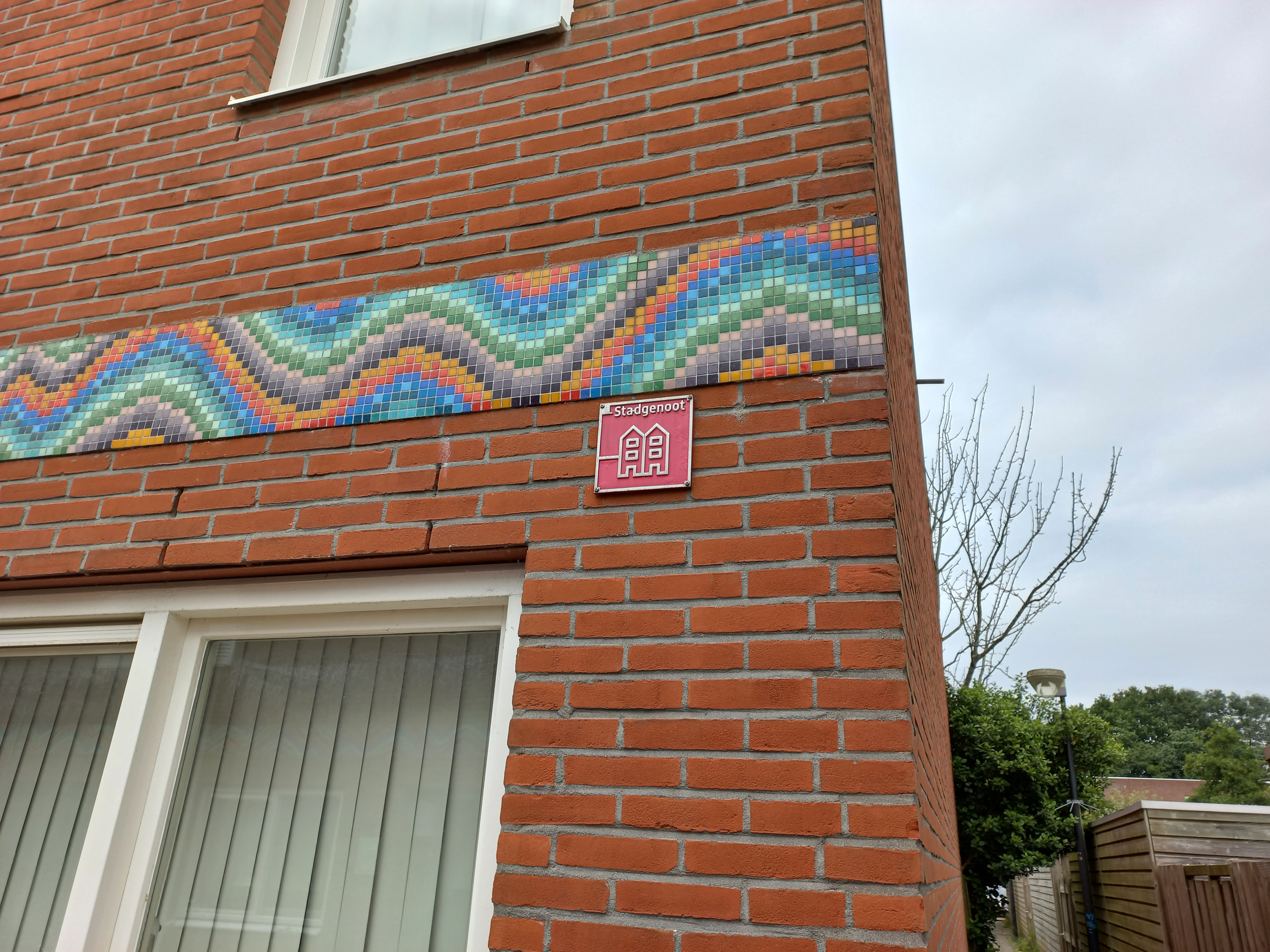
Mozaïekband met bordje Stadgenoot (juni 2024)

De Gerrit Versteegstraat is een straat in Amsterdam-Noord.
De straat werd aangelegd op agrarische gebruikte terreinen, die ingesloten werden door De Nieuwe Noorder en de Rijksweg 10 (Ringweg-Noord). Die terreinen kregen in de jaren tachtig te maken met voorbereidend werk voor bebouwing maar konden ook nog gebruikt worden voor een natuurlijke speeltuin voor kinderen; het kreeg de naam Jeugdland. Vanaf 1996 was het gedaan met deze speelplaats; er kwam een woonwijk onder de naam Jeugdland, later ook wel Diopter genoemd naar de belangrijkste straat van het door water omgeven wijkje. Omdat Diopter een ringweg is, begint en eindigt de Gerrit Versteegstraat op die straat.
Alle huizen, meest eengezinswoningen, op het eilandje zijn ontworpen door Chris de Jonge, Louis Hoogveld en Kees de Kat, dan samenwerkend onder architectenbureau DeJonge Hoogveld en deKat (1991-1999, later JHK-Architecten) uit Utrecht. Het terrein werd toen nog bestempeld als Jeugdland ten westen van de G.J. Scheurleerweg, een straat die langs het eiland loopt. De woningen lijken alle op elkaar. Bijzonder aan de woningen aan de Gerrit Versteegstraat is een kleurrijke band tussen begane grond en eerste verdieping.
De 125 meter lange straat kreeg op 8 december 1996 middels een vergadering van Stadsdeel-Noord haar naam en werd vernoemd naar architect Gerrit Versteeg, die ook een straat in Deventer naar zich vernoemd zag. De combinatie Versteeg en Diopter moet gezocht worden in de opdracht die ambtenaar Arie Keppler van Volkshuisvesting gaf voor de woningbouw in Amsterdam-Noord. Versteeg kreeg hiervoor een aantal opdrachten zoals in de Koekoekstraat, maar zijn werk is ook elders in de stad te vinden.